# برلمان ولاية هسن
برلمان ولاية هِسِّن (بالألمانية: Hessischer Landtag )‏ هو برلمان ولاية هسن والهيئة التشريعية للولاية، والذي تأسس في 1 ديسمبر 1946، ومقره في قصر مدينة فيسبادن منذ جلسته الأولى في 19 ديسمبر 1946. يتكون مجلس البرلمان أساساً من 110 مقعداً كحد أدنى، غير أن البرلمان الحالي يتكون من 137 مقعداً بسبب الأعضاء الإضافيين والتعويضيين الذين تفرضهم نتائج النظام الانتخابي المطبق في الولاية (طالع الفقرة أدناه)، وينظم دستور ولاية هسن مهام وهيكل البرلمان. يتم انتخاب أعضاء منذ عام 2003 لفترة تشريعية مدتها خمس سنوات (سابقًا كانت أربع سنوات) . بعد انتخابات برلمان الولاية في عام 2018 اُنتخب بوريس راين رئيسًا للبرلمان. بعد انتقاله إلى منصب رئيس وزراء الولاية تم انتخاب أستريد فالمان رئيسة للبرلمان. حيث يتم انتخاب نصف الأعضاء الأساسيين أو النظاميين الـ 110 The Regular Members وعددهم 55 عضواً بالانتخاب المباشر من المرشحين على مستوى الدوائر الانتخابية بنظام الأغلبية (نظام الفائز الأول) والنصف الآخر 55 عضواً من المرشحين في القوائم الحزبية بنظام التمثيل النسبي.
كان الإسم السابق لبرلمان ولاية هسن أثناء حقبة جمهورية فايمار برلمان دولة هسن الشعبية.

## مهام وصلاحيات برلمان الولاية
برلمان ولاية هسن بصفته الهيئة التشريعية للولاية، فإنه يصادق على قوانين الولاية وينتخب ويراقب أداء حكومة الولاية ويوافق على ميزانية الولاية التي تقدمها الولاية، وتنظم المواد من 75 إلى 99 من دستور ولاية هسن مهام برلمان الولاية وتنظيمه بالتفصيل.
يتم انتخاب برلمان الولاية من قبل مواطني ولاية هسن الذين يتمتعون بحق التصويت. كانت مدة الفترة التشريعية أربع سنوات حتى عام 2003؛ ثم مدَّد التعديل الدستوري في 18 أكتوبر 2002 هذه الفترة لتكون خمس سنوات، والتي تم العمل بها لأول مرة في الدورة البرلمانية السادسة عشرة (2003 إلى 2008).

## النظام الانتخابي المعتمد لانتخاب برلمان الولاية
النظام الانتخابي المعتمد لانتخاب برلمان ولاية هسن منذ العام 1991 هو نفسه النظام الانتخابي المعتمد لانتخاب مجلس النواب الإتحادي البونديستاغ، وهو نظام التمثيل النسبي الفردي، وهو نوع من أنواع النظم الإنتخابية المختلطة، والذي يعطي الناخب الحق بالإدلاء بصوتين، الأول لمرشحه المفضل في الدائرة الانتخابية والثاني للقائمة الحزبية المفضلة لديه على مستوى الولاية. كما يعتمد النظام الانتحابي نسبة 5% كحد أدنى من الأصوات على مستوى الولاية كعتبة انتخابية يجب على كل حزب تجاوزها أو الفوز بمقعد واحد على الأقل لدخول البرلمان. في مرحلة توزيع المقاعد الأولى يتم تحديد المرشحين الفائزين في الدوائر الانتخابية وفقاً لنظام الأغلبية، بحيث يفوز بمقعد الدائرة المرشح الأكثر أصواتًا في الدائرة ويكون عدد المرشحين الفائزين في هذه المرحلة نصف عدد أعضاء البرلمان وعددهم 55 عضواً طبقاً لعدد الدوائر الانتخابية ويسمون بالأعضاء الأساسيين أو النظاميين The Regular Members. في المرحلة الثانية لتوزيع المقاعد والتي يتم احتسابها وفق طريقة معقدة جداً (طالع: نظام التمثيل النسبي الفردي)، يتم تجميع كل الأصوات التي حصلت عليها قائمة كل حزب في جميع دوائر الولاية. وبناء على نسبة عدد الأصوات التي حصل عليها كل حزب على مستوى الولاية تتحدد نسبته الإجمالية من إجمالي المقاعد في الولاية البالغ عددها 110 مقعداً. في المرحلة الأولى يتم خصم عدد المقاعد التي حصل عليها الحزب عبر مرشحيه الفائزين في الدوائر الانتخابية، وفي حال تبقى للحزب في حصته مقاعد أكثر مما حصل عليه في الدوائر يتم تعويضه بمقاعد إضافية من المقاعد المتبقية للتوزيع (وعددها 110-55 = 55 مقعداً)، بحيث تتناسب إجمالي حصته من المقاعد مع إجمالي حصته من الأصوات على مستوى الولاية. وبسبب هذه المقاعد التعويضية والإضافية يكون أحياناً عدد إجمالي عدد المقاعد الموزعة على مستوى الولاية أكثر من الحد الأدنى لعدد مقاعد البرلمان، مما يرفع عدد أعضاء البرلمان عن العدد النظامي المعتمد أساساً، حيث نلاحظ أن عدد أعضاء البرلمان الحالي 137 عضواً منهم 110 عضواً عادياً أو نظاميين و 27 عضوأ يشغلون مقاعد إضافية وتعويضية، ويختلف هذا العدد من دورة تشريعية لأخرى بحسب طبيعة نتائج الانتخابات في كل دورة تشريعية. ويتم توزيع المقاعد منذ العام 1983 وفقاً لطريقة هير-نيماير (وقبل ذلك كانت طريقة هوندت)، ولا تدخل في عملية توزيع المقاعد إلا الأحزاب أو القوائم الحزبية التي تصل للعتبة الانتخابية والمحددة بنسبة 5% كحد أدنى من الأصوات على مستوى الولاية أو على مقعد واحد على الأقل من مقاعد الانتخاب المباشر في الدوائر الانتخابية.
مثال: نفترض أن الحزب أ حصل على ما مجموعه 10 الف صوت من إجمالي 100 الف صوت على مستوى الولاية، وأن إجمالي عدد المقاعد في الولاية 100 مقعد كحد أدنى (منها 60 مقعد نظامي موزعة على 60 دائرة انتخابية و 40 مقعد تعويضي). من الأرقام الافتراضية السابقة نستنتج أن كل مقعد يقابله 1000 صوت، وهذا يعني أن نصيب الحزب أ سيكون 10 مقاعد على مستوى الولاية. وإذا افترضنا أن الحزب أ فاز ب 8 مقاعد في 8 دوائر انتخابية، فسيتم تعويضه ب 2 مقاعد من المقاعد التعويضية والإضافية لكي يحصل على حصته من المقاعد كاملة وهي 10 مقاعد على مستوى الولاية. ولكن لوافترضنا أن هذا الحزب حصل على 12 مقعد في الدوائر الانتخابية فيكون قد حصل على مقعدين زيادة عن حصته الفعلية مقارنة بعدد الأصوات وهي 10 مقاعد، ومن هنا تأتي الزيادة في عدد المقاعد وسيصبح عدد أعضاء البرلمان في هذا المثال 102 بدلاً من 100 عضو.